# Forges de Clabecq
Forges de Clabecq is een voormalig hoogoven- en staalbedrijf dat in 1888 werd opgericht te Klabbeek in Waals-Brabant. De vestigingsplaats lag op het snijpunt van een aantal gemeentegrenzen. Het grootste gedeelte van het 80 ha omvattende fabrieksterrein bevond zich in Tubeke.

## Geschiedenis

### Ontstaan
Reeds in 1752 was er sprake van een smederij (forge) te Klabbeek, die werd aangedreven door een watermolen op de Senette, die aanvankelijk als dubbelmolen, ook nog een korenmolen aandreef.
Het bedrijf groeide en het omvatte in 1819, toen het Fonderie et platinerie de fer werd genoemd, talrijke installaties en zelfs een kleine hoogoven. In 1829 kreeg het bedrijf, na een faillissement, nieuwe eigenaars. In 1832 was ook het Kanaal Charleroi-Brussel gereedgekomen, waardoor het bedrijf aanzienlijk kon groeien, en het later gekende Forges de Clabecq werd in feite opgericht door Josse-Philippe-Edouard Goffin, later liberale burgemeester van Sint-Agatha-Berchem. Het duurde echter tot na 1850 voor er van een echte fabriek sprake was. Er werd een walserij ingericht en een verbinding met het spoorwegnet werd tot stand gebracht. In 1888 werd de bedrijfsvorm omgezet in een Naamloze Vennootschap (Société Anonyme).

### Uitbreiding in Vilvoorde
Vanaf 1912 ontwikkelt het bedrijf tezamen met Semet-Solvay een nieuwe industriële site in Vilvoorde. De cokesdivisie van Forges de Clabecq wordt er gevestigd en uiteindelijk zou het complex cokes, gas (voor verlichting en verwarming) en ammoniumsulfaat (als meststof) produceren.

### Hoogtepunt
Na de Oliecrisis van 1973 begon de neergang van de staalproductie in Europa. In 1975 was het bedrijf op zijn hoogtepunt. Het omvatte toen hoogovens, walserijen, een installatie voor continu-gieten, een gieterij en een elektrostaalfabriek. Er werden 6000 mensen tewerkgesteld. Maar, mede door toedoen van sterk fluctuerende grondstofprijzen, bleek een faillissement spoedig onafwendbaar, vooral ook door de discutabele rol van de banken.

## Neergang
Een korte staking vond plaats van 22-26 november 1993. In december 1996 ging het bedrijf failliet. Onder meer in 1997 werd een protestmars voor werkgelegenheid gehouden met als motto: On marche parce que rien ne marche! (Wij marcheren omdat niets functioneert!). Overigens speelde de mondialisering en de wereldwijde concurrentie van soortgelijke, nabij havens gelegen fabrieken, een belangrijke rol in het drama.
In 1997 werd een deel van het fabrieksterrein, met bijbehorende installaties, opgekocht door het staalbedrijf Duferco, dat aangetrokken werd door de gunstige ligging en de goede verkeersverbindingen van het terrein. Een ander deel is eigendom van het Waalse gewest. Duferco ging in 2006 een joint-venture aan met het Russische Novolipetsk Steel.
Vanaf 2008 is men begonnen met het slopen van een groot deel van de installaties. Slechts enkele gebouwen, met waardevol industrieel erfgoed, zoals de watertoren, bleven voor het nageslacht bewaard.
Ten noorden van het oorspronkelijke hoogoven- en staalbedrijf bleef nog een koudbandwalserij in werking.

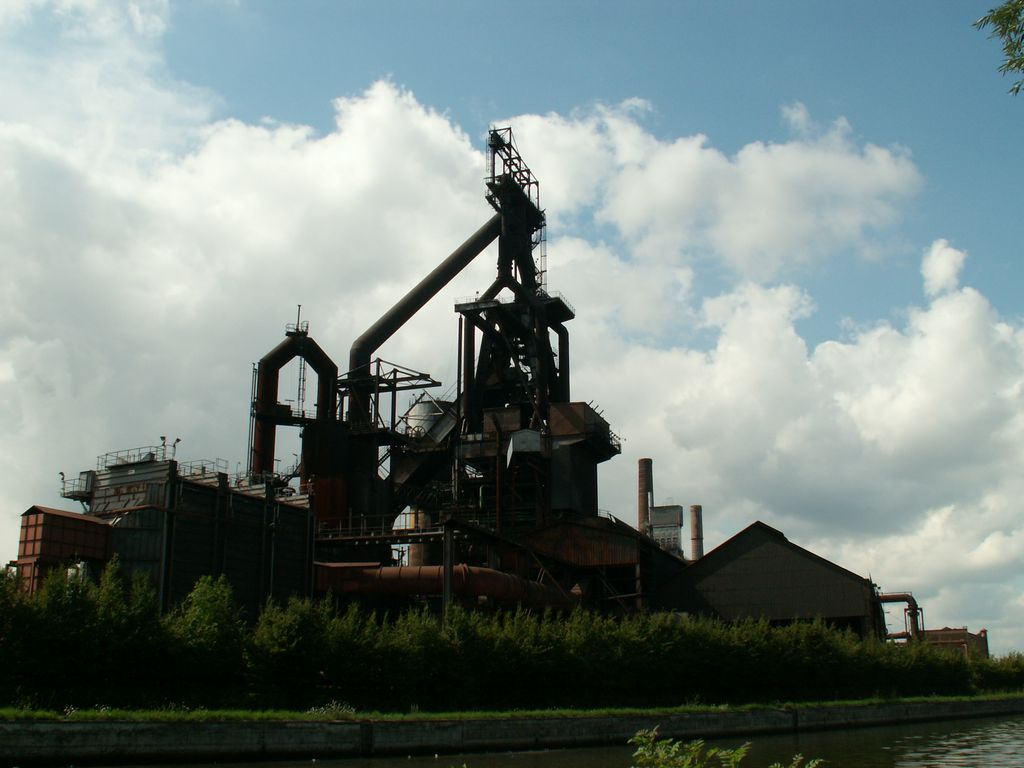
Les forges de Clabecq, hoogoven.
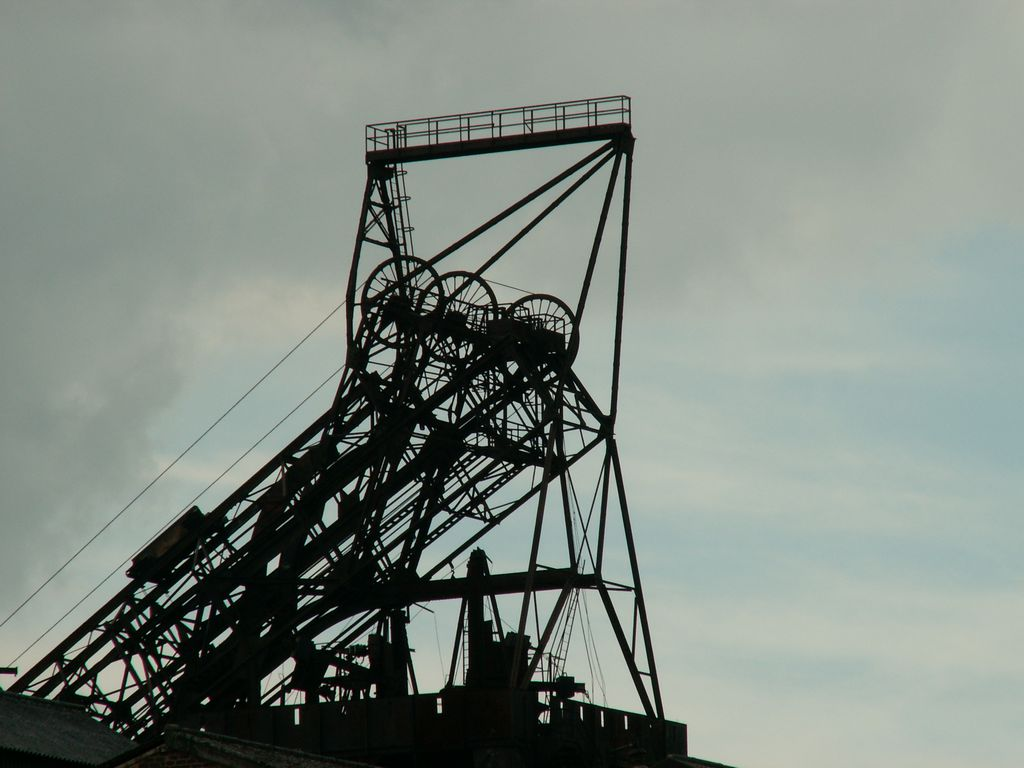
Les forges de Clabecq, hoogoven (détail).
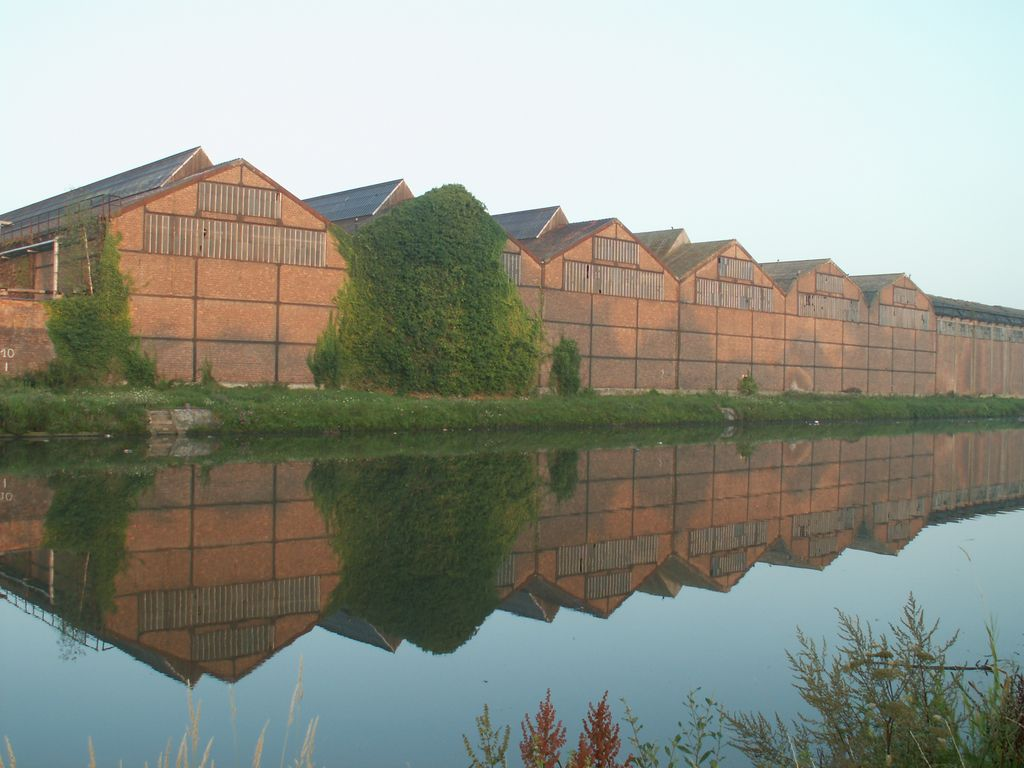
Les forges de Clabecq langs het kanaal.

## Referentie
- Dit artikel of een eerdere versie ervan is een (gedeeltelijke) vertaling van het artikel Forges de Clabecq op de Franstalige Wikipedia, dat onder de licentie Creative Commons Naamsvermelding/Gelijk delen valt. Zie de bewerkingsgeschiedenis aldaar.

1. ↑  Grafsteen, naast de voormalige Sint-Agathakerk, foto's op Geneanet